# 8339 Kosovichia
8339 Kosovichia è un asteroide della fascia principale. Scoperto nel 1985, presenta un'orbita caratterizzata da un semiasse maggiore pari a 3,1874244 UA e da un'eccentricità di 0,1724086, inclinata di 0,19446° rispetto all'eclittica.